# Paraperithous allokotos
Paraperithous allokotos är en stekelart som beskrevs av Wang 1997. Paraperithous allokotos ingår i släktet Paraperithous och familjen brokparasitsteklar. Inga underarter finns listade i Catalogue of Life.